# Глогов
Глогов или Гло̀гув (на полски: Głogów; на чешки: Hlohov; на немски: Glogau; на латински: Glogovia) е град в Северозападна Полша, Долносилезко войводство. Административен център е на Глоговския окръг, както и на Глоговската община, без да е част от нея. Обособен е в градска община с площ 35,11 км2.

## География
Градът се намира в историческата област Долна Силезия. Разположен е в северната част на войводството край левия бряг на река Одра.

## Население
Населението на града възлиза на 68 179 души (2017 г.). Гъстотата е 1942 души/км2.
Демография
- 1939 – 33 495 души
- 1946 – 1681 души
- 1950 – 3825 души
- 1960 – 9179 души
- 1970 – 20 558 души
- 1980 – 53 742 души
- 1990 – 73 266 души
- 1996 – 74 390 души
- 2000 – 74 324 души
- 2009 – 69 152 души
- 2017 – 68 179 души

## Побратимени градове
- Айзенхютенщат, Германия

## Фотогалерия
- Старият град
- Замък